# Strivers’ Row

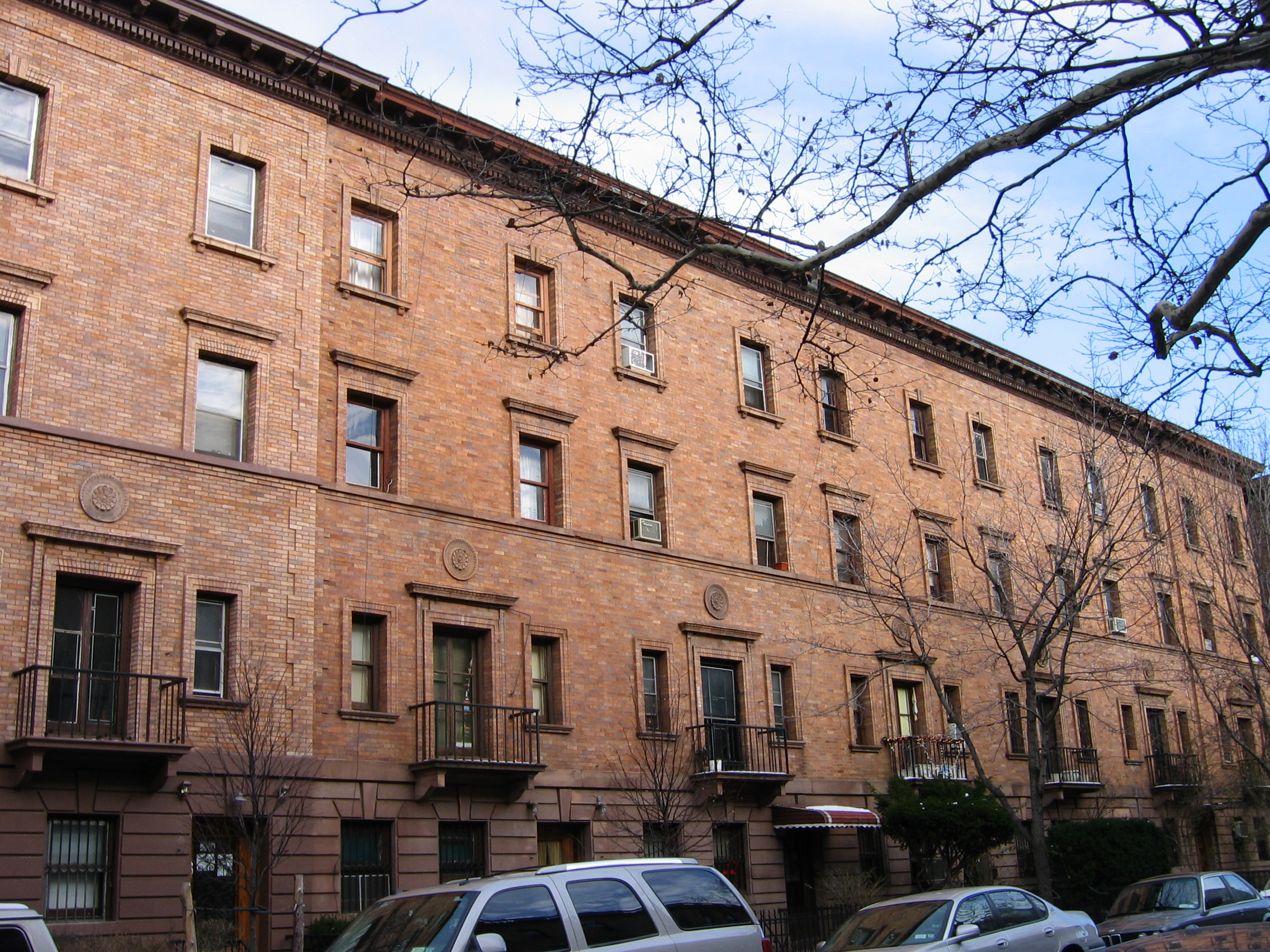
Wohngebäude in Strivers' Row, Harlem

Strivers' Row besteht aus drei denkmalgeschützten Stadthäuser-Reihen in West-Harlem in New York Citys Stadtbezirk Manhattan, USA. Das Gebäudeensemble ist als St. Nicholas Historic District im National Register of Historic Places verzeichnet.

## Lage
Die Stadthäuser-Reihen von Strivers' Row befinden sich in der West 138th Street und West 139th Street zwischen dem Adam Clayton Powell Jr. Boulevard (Seventh Avenue) und dem Frederick Douglass Boulevard (Eighth Avenue).

## Geschichte
Ursprünglich hießen diese Stadthäuser-Reihen "King Model Houses" nach dem Bauträger David King. Sie wurden für die weiße obere Mittelschicht entworfen und zwischen 1891 und 1893 errichtet. Die drei Stadthäuser-Reihen gelten als architektonische Kleinode New York Citys und wurden von verschiedenen Architekten entworfen: Der nördliche Teil der 139th Street wurde von McKim, Mead & White im neo-italienischen Stil fertiggestellt. Die Bauten in der 138th Straße wurden von James Lord Brown, Bruce Price und Clarence S. Luce entworfen.
Die Häuserreihen teilen die Hinterhöfe miteinander. Die Wege zu den Hinterhöfen zwischen den Stadthäusern sind mit schmiedeeisernen Toren versehen. An manchen Zugängen findet sich immer noch der Hinweis "Private Road – Walk Your Hourses" ("Privatweg – Pferde im Schritt reiten"), da es früher möglich war hier Pferde unterzubringen und Waren anzuliefern ohne die Bewohner der Häuser zu belästigen. Heute werden die Hinterhöfe fast ausschließlich als Parkplätze genutzt. Damit sind die Häuser der Strivers' Row eine der wenigen Privathäuser Manhattans, die einerseits eigene Parkplätze haben aber andererseits auch keine Gärten im Hinterhof besitzen.
Als die Häuser fertiggestellt waren, hatte die anvisierte Klientel, die weiße Bevölkerung New York Citys, Harlem verlassen. Damit scheiterte David Kings spekulatives Bauprojekt, so dass die meisten Häuser im Besitz der Versicherungsgesellschaft Equitable Life Assurance Society blieben, die das Projekt finanzierte. Die Versicherungsgesellschaft wollte diese Gebäude aber nicht an Schwarze verkaufen. So standen sie erst einmal leer. Als sie dann doch für jeweils 8000 US-Dollar an Schwarze verkauft wurden, zogen überwiegen hart arbeitende Geschäftsleute ein, die den sozialen Aufstieg geschafft hatten. Daher erhielten die Häuserreihen letztlich den Namen "Strivers' Row" (Striver = Streber). So meinte Wallace Thurman 1928: "Zwischen der siebten und achten Avenue, befindet sich die 139th Street, die unter den Einwohnern Harlems als 'stivers' row' bekannt ist. Es ist die vornehmste Straße in Harlem. Stanfort White entwarf die Häuser für eine wohlhabende, weiße Klientel. Vermögende Afroamerikaner besitzen diese heute und wohnen dort. Wenn jemand in 'strivers' row' lebt hat man es angeblich zu etwas gebracht. Hier wohnt Harry Rills wie auch etliche der größten Spießer und Geschäftsleute Harlems." ("Between Seventh and Eighth Avenues, is 139th Street, known among Harlemites as "strivers' row." It is the most aristocratic street in Harlem. Stanford White designed the houses for a wealthy white clientele. Moneyed African-Americans now own and inhabit them. When one lives on "strivers' row" one has supposedly arrived. Harry Rills resides there, as do a number of the leading Babbitts and professional folk of Harlem.").
Zu den Bewohnern von Stivers' Row gehörten Eubie Blake, Fletcher Henderson, Vertner Tandy, W. C. Handy, Dr. Louis T. Wright, Henry Pace, der Schwergewichtsboxer Harry Wills, der Komiker Stepin Fetchit, der Schauspieler und Sänger Bill "Bojangles" Robinson, und der Prediger und Kongressabgeordnete Adam Clayton Powell Jr.
In den 1940er Jahren verfielen viele der Häuser. Schließlich wurden sie umgebaut, um die einzelnen Zimmer dauerhaft zu vermieten. Dabei gingen viele der ursprünglichen architektonischen Details im Inneren der Häuser verloren. Die Fassaden blieben aber im Allgemeinen erhalten. Mit dem Immobilienboom in Harlem wurden nach 1995 viele dieser Gebäude renoviert und wieder in etwa in ihren Originalzustand versetzt. Jedes Stadthaus der Strivers' Row ist ein eingetragenes Denkmal. Die Gebäude erlauben einen Blick auf das City College of New York, auf einer Anhöhe im Westen.
Das Time Out New York, ein New Yorker Magazin, hatte in der Märzausgabe 2009 "Die 50 besten Blocks in New York City" als Titelgeschichte. Alle fünf Stadtbezirke wurden in das Ranking einbezogen, das auf sieben Kriterien fußte: Ästhetik, Annehmlichkeiten, "grüner Faktor", Lärm und Verkehr, öffentlicher Personennahverkehr, "New York-ocity" und Erschwinglichkeit. Hier rangierte Strivers' Row auf dem 16. Platz.

## Kultur
Der in Harlem geborene Jazz-Saxophonist Sonny Rollins benannte eine Kontrafaktur von Charlie Parkers "Confirmation" nach der Strivers' Row – zu hören auf dem 1958 erschienenen Album "A Night At The Village Vanguard". Der Jazz-Sänger Cab Calloway erwähnt Strivers' Row in seinem Song "Hard Times (Topsy Turvy)". Strivers' Row wird auch im Lied "Harlem Blues" erwähnt, das Teil des Soundtracks des Films "Mo’ Better Blues" ist.
Abraham Hills satirisches Gesellschaftsstück "On Strivers' Row" von 1940 wurde am American Negro Theatre (ANT) aufgeführt und handelt von den Verrücktheiten im Kontext von sozialem Aufstieg und subtilem Rassismus zwischen Afro-Amerikanern während Harlems Renaissance. Der Roman "Strivers Row" von Kevin Baker dreht sich um zwei historische Figuren, die in den 1940er Jahren in Harlem lebten: Malcolm X und Jonah Dove.